# Wilhelm Gesenius

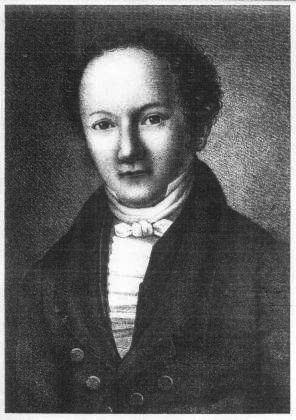
Wilhelm Gesenius

Wilhelm Gesenius (Nordhausen, 3 februari 1786 – Halle (Saale), 23 oktober 1842) was een Duitse lutherse theoloog, kenner van de culturen en de geschiedenis van het Nabije Oosten en een van de belangrijkste geleerden in de oude talen, in het bijzonder van het Hebreeuws.
Hij was doctor in de theologie en filosofie, Koninklijke Pruisische Consistorialrat, sinds 1810 hoogleraar aan de Universiteit van Halle, lid van de Berlijnse Academie van Wetenschappen, de Aziatische genootschappen van Parijs, Groot-Brittannië en Ierland en het filosofische genootschap te Cambridge.
Gesenius' werken op het gebied van het Hebreeuwse taalonderzoek waren baanbrekend. Hij was een van de eersten die de studie van het Hebreeuws op wetenschappelijke manier aanpakte. Als gematigde rationalist nam hij het op tegen de toenmalige houding dat semitische talen heilig waren. Zijn grote historische, archeologische en godsdienst-historische kennis verleende extra gezag aan zijn werken.
Lexicografie en grammatica waren zijn hoofdgebieden. De invloed van zijn werk is nog steeds te merken. Zijn Hebräische Grammatik en Hebräische und aramäische Wörterbuch über das alte Testament worden nog steeds in herziene versies uitgegeven.
Gesenius maakte onderscheid tussen de "gouden", voor-exilische, en "zilveren", na-exilische periode van de Hebreeuwse literatuur. Naar zijn mening haalden de Joodse geschriften van na de ballingschap het als geheel niet meer bij die van die daarvoor, al waren er in de "zilveren" periode ook "werken die weinig minder zijn dan het werk uit de gouden periode voor wat betreft zuiverheid van de taal en esthetische waarde".
- Bibsys: 90341058
- Bibliothèque nationale de France: cb125679221 (data)
- CiNii: DA01742325
- Gemeinsame Normdatei: 119096552
- International Standard Name Identifier: 0000 0001 2132 896X
- Library of Congress Control Number: n85088619
- Nationale Bibliotheek van Letland: 000287730
- Nationale Bibliotheek van Tsjechië: xx0175550
- Nationale bibliotheek van Australië: 35638284
- Nationale Bibliotheek van Israël: 987007261778705171
- Nationale Bibliotheek van Polen: a0000001208925
- Nationale en Universitaire bibliotheek Zagreb: 000642577
- Nederlandse Thesaurus van Auteursnamen: 071256083
- Istituto Centrale per il Catalogo Unico: LO1V027805
- LIBRIS: 241858
- SNAC: w6xh1wb0
- Système universitaire de documentation: 067059538
- Trove: 1023652
- Virtual International Authority File: 51807594
- WorldCat: E39PBJwHgqPDhVpPkb6bRXR9Xd